# Evangelische Kirche Sirnitz

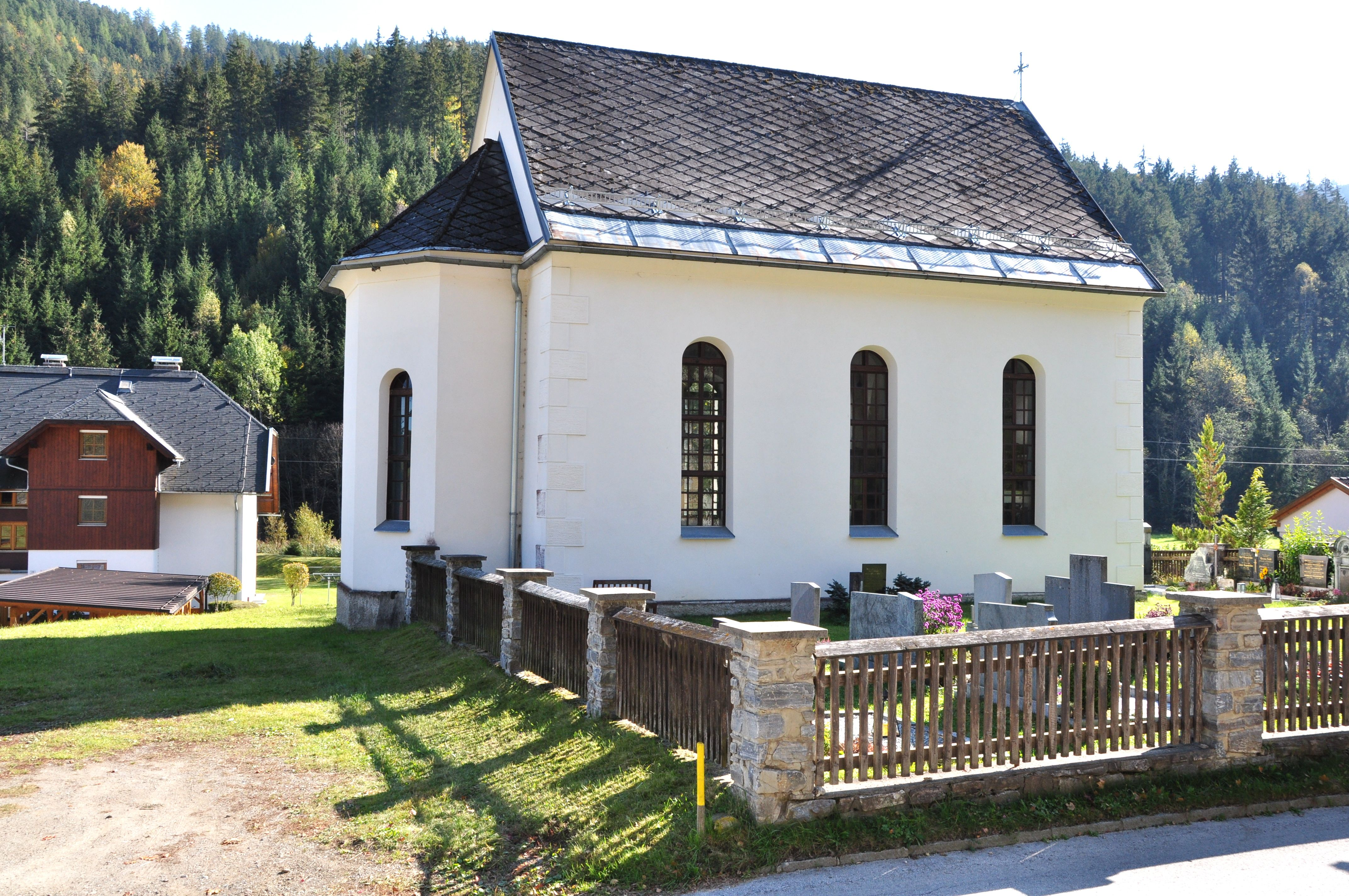
Evangelische Kirche Sirnitz

Die Evangelische Kirche Sirnitz ist ein Kirchenbauwerk in der Gemeinde Albeck im Bezirk Feldkirchen in Kärnten.

## Geschichte
Während des 16. Jahrhunderts hatte sich die Reformation in der Region Sirnitz verbreitet, um auch die Gegenreformation unter Bischof Christoph Andreas von Spaur als Kryptoprotestantismus zu überstehen, so dass sich nach Erlass des Toleranzpatentes durch Kaiser Joseph II. 1781 134 Personen zum evangelischen Glauben bekannten. 1860 wurde auf dem am südlichen Ortsrand gelegenen Friedhof ein eigenes evangelisches Toleranzbethaus errichtet.

## Architektur
Die Sirnitzer Kirche ist als einfache, turmlose Saalkirche im Rundbogenstil mit polygonaler Apsis angelegt. Im Inneren besitzt der mit Stichkappen tonnengewölbte Bau einen barockisierenden Hochaltar, dessen Altarblatt den segnenden Christus darstellt, sowie Kanzel und Orgel der Erbauungszeit. Bei der Gesamtrestaurierung des Bauwerks 1991 wurde die originale Farbigkeit wiederhergestellt.